# جون كامبل إليوت
جون كامبل إليوت (بالإنجليزية: John Campbell Elliott)‏ هو محامي وسياسي كندي، ولد في 25 أغسطس 1872 في كندا، وتوفي في 20 ديسمبر 1941 في أوتاوا في كندا. حزبياً، نشط في الحزب الليبرالي الكندي. وقد انتخب عضو برلمان مقاطعة أونتاريو وانتخب عضو مجلس الشيوخ الكندي وانتخب عضو مجلس العموم الكندي.